# Palaeomolis ussuriensis
Palaeomolis ussuriensis là một loài bướm đêm thuộc phân họ Arctiinae, họ Erebidae.